# Bürgermeisterei Kelberg
Die Bürgermeisterei Kelberg war eine von zunächst fünf, später sechs  preußischen Bürgermeistereien, in welche sich der 1816 gebildete Kreis Adenau im Regierungsbezirk Koblenz (damals „Regierungsbezirk Coblenz“) verwaltungsmäßig gliederte. Von 1822 an gehörte der Regierungsbezirk Koblenz, damit auch die Bürgermeisterei Kelberg, zu der in dem Jahr neu gebildeten Rheinprovinz. Der Verwaltung der Bürgermeisterei unterstanden 28 Gemeinden.
1927 wurde die Bürgermeisterei Kelberg in Amt Kelberg umbenannt. Nach der Auflösung des Kreises Adenau im Jahre 1932 kam das Amt Kelberg zum Kreis Mayen, drei Gemeinden zum Kreis Ahrweiler. Aus dem Amt Kelberg entstand 1968 die Verbandsgemeinde Kelberg.

## Gemeinden und zugehörige Ortschaften
Zur Bürgermeisterei Kelberg gehörten folgende Gemeinden (Stand 1885):
- Berenbach mit der Furthermühle
- Bodenbach
- Bongard mit dem Wohnplatz Wiesenthal und dem Forsthaus Barsberg
- Borler
- Brück, 1971 in Brücktal umbenannt
- Drees mit den Wohnplätzen Bierschbacherhof und Dreesermühle
- Gelenberg
- Gunderath mit der Kläsges Mühle
- Hausen, 1934 in Höchstberg umbenannt
- Horperath
- Hünerbach, seit 1970 Ortsteil von Kelberg
- Kaperich mit dem Weiler Kölnische Höfe
- Kelberg
- Kirsbach mit dem Wohnplatz Buschmühle
- Köttelbach, seit 1970 Ortsteil von Kelberg
- Köttrichen (auch Kottrichen), heute Kötterichen
- Meuspath mit dem Wohnplatz Krebsbacherhof
- Mosbruch mit dem Weiler Zumried und der Friedrich’s Mühle
- Müllenbach
- Nitz mit der Freund’s Mühle
- Nürburg
- Reimerath mit dem Weiler Bruchhausen
- Rothenbach (auch Rodenbach) mit dem Weiler Wiesenthal, seit 1970 Ortsteil von Kelberg
- Sassen
- Ürsfeld, heute Uersfeld, mit den Wohnplätzen Andreasmühle und Tabaksmühle
- Üß, heute Ueß
- Welcherath
- Zermüllen mit dem Wohnplatz Kelbergermühle, seit 1970 Ortsteil von Kelberg

## Geschichte
Die Gemeinden im Bürgermeistereibezirk Kelberg gehörten bis zur Inbesitznahme des Linken Rheinufers durch Frankreich zu den beiden Kurfürstentümern Kurköln (Amt Nürburg) sowie Kurtrier (Amt Daun). Im Jahr 1794 hatten französische Revolutionstruppen das Linke Rheinufer besetzt. Unter der französischen Verwaltung gehörte das Gebiet zum Arrondissement Bonn (Kanton Adenau und Kanton Ulmen), das dem Rhein-Mosel-Departement zugeordnet war.

### Bürgermeisterei Kelberg
Aufgrund der Beschlüsse auf dem Wiener Kongress wurde 1815 das Rheinland dem Königreich Preußen zugeordnet. Unter der preußischen Verwaltung wurden im Jahr 1816 Regierungsbezirke, Kreise und Bürgermeistereien sowie zugehörige Gemeinden gebildet. Die Bürgermeisterei Kelberg gehörte zum Kreis Adenau im Regierungsbezirk Coblenz und von 1822 an zur damals neu gebildeten Rheinprovinz. Der Gebietsstand und die Gemeindezuordnung blieb in den folgenden 110 Jahren unverändert.

### Amt Kelberg
So wie alle Landbürgermeistereien in der Rheinprovinz wurde die Bürgermeisterei Kelberg 1927 in „Amt Kelberg“ umbenannt.
Aufgrund der „Verordnung über die Neugliederung der Landkreise“ vom 1. August 1932 wurde der Kreis Adenau zum 30. September 1932 aufgelöst. Das Amt Kelberg, mit Ausnahme der Gemeinden Meuspath, Müllenbach und Nürburg, wurde dem Kreis Mayen zugeordnet. Meuspath, Müllenbach und Nürburg wurden dem Amt Adenau im Kreis Ahrweiler zugewiesen.
Das Amt Kelberg bestand bis zur Neubildung der Verbandsgemeinde Kelberg am 1. Oktober 1968.

### Vorherige Zugehörigkeiten
Die nachfolgende Tabelle ermöglicht einen Überblick über die vorherigen Zugehörigkeiten der Gemeinden der Bürgermeisterei Kelberg:
| Gemeinde             | Territorium vor 1792 | Kanton und Mairie vor 1815 | Kirchspiel um 1800 |
| -------------------- | -------------------- | -------------------------- | ------------------ |
| Berenbach            | Kurköln, Amt Nürburg | Ulmen, Ulmen               | Ueß                |
| Bodenbach            | Kurtrier, Amt Daun   | Adenau, Barweiler          | Bodenbach          |
| Bongard              | Kurtrier, Amt Daun   | Ulmen, Kelberg             | Bodenbach          |
| Borler               | Kurtrier, Amt Daun   | Adenau, Barweiler          | Bodenbach          |
| Brück                | Kurköln, Amt Nürburg | Adenau, Barweiler          | Welcherath         |
| Drees                | Kurköln, Amt Nürburg | Adenau, Barweiler          | Welcherath         |
| Gelenberg            | Kurtrier, Amt Daun   | Ulmen, Kelberg             | Bodenbach          |
| Gunderath            | Kurköln, Amt Nürburg | Ulmen, Ulmen               | Uersfeld           |
| Hausen (Höchstberg)  | Kurköln, Amt Nürburg | Ulmen, Ulmen               | Uersfeld           |
| Horperath            | Kurköln, Amt Nürburg | Ulmen, Ulmen               | Ueß                |
| Hünerbach (Kelberg)  | Kurtrier, Amt Daun   | Ulmen, Kelberg             | Kelberg            |
| Kaperich             | Kurköln, Amt Nürburg | Ulmen, Ulmen               | Uersfeld           |
| Kelberg              | Kurtrier, Amt Daun   | Ulmen, Kelberg             | Kelberg            |
| Kirsbach             | Kurköln, Amt Nürburg | Adenau, Barweiler          | Welcherath         |
| Köttelbach (Kelberg) | Kurtrier, Amt Daun   | Ulmen, Kelberg             | Kelberg            |
| Kötterichen          | Kurköln, Amt Nürburg | Ulmen, Ulmen               | Uersfeld           |
| Meuspath             | Kurköln, Amt Nürburg | Adenau, Barweiler          | Nürburg            |
| Mosbruch             | Kurköln, Amt Nürburg | Ulmen, Kelberg             | Ueß                |
| Müllenbach           | Kurtrier, Amt Daun   | Adenau, Adenau             | Kelberg            |
| Nitz                 | Kurköln, Amt Nürburg | Adenau, Barweiler          | Wanderath          |
| Nürburg              | Kurköln, Amt Nürburg | Adenau, Barweiler          | Nürburg            |
| Reimerath            | Kurköln, Amt Nürburg | Adenau, Barweiler          | Welcherath         |
| Rothenbach (Kelberg) | Kurtrier, Amt Daun   | Ulmen, Kelberg             | Kelberg            |
| Sassen               | Kurköln, Amt Nürburg | Ulmen, Kelberg             | Ueß                |
| Ürsfeld (Uersfeld)   | Kurköln, Amt Nürburg | Ulmen, Ulmen               | Uersfeld           |
| Üß (Ueß)             | Kurköln, Amt Nürburg | Ulmen, Kelberg             | Ueß                |
| Welcherath           | Kurköln, Amt Nürburg | Adenau, Barweiler          | Welcherath         |
| Zermüllen (Kelberg)  | Kurtrier, Amt Daun   | Ulmen, Kelberg             | Kelberg            |

## Statistiken
Nach der Topographisch-Statistischen Beschreibung der Königlich Preußischen Rheinprovinzen aus dem Jahr 1830 gehörten zur Bürgermeisterei Kelberg ein Flecken, 19 Dörfern, elf Weilern, sieben Höfen und sechs Mühlen. Im Jahr 1817 wurden in den zugehörenden Gemeinden insgesamt 3.255 Einwohner gezählt; 1828 waren es 3.478 Einwohner, darunter 1.785 männliche und 1.693 weibliche; alle Einwohner gehörten dem katholischen Glauben an.
Weitere Details entstammen dem Gemeindelexikon für das Königreich Preußen aus dem Jahr 1888, das auf den Ergebnissen der Volkszählung vom 1. Dezember 1885 basiert. Im Verwaltungsgebiet der Bürgermeisterei Kelberg lebten insgesamt 3.724 Einwohner in 749 Haushalten; 1.864 der Einwohner waren männlich und 1.860 weiblich. Bezüglich der Religionszugehörigkeit waren bis auf vier evangelische Einwohner alle katholisch.
1885 betrug die Gesamtfläche der 28 zugehörigen Gemeinden 10.376 Hektar, davon waren 6.606 Hektar Ackerland, 1.249 Hektar Wiesen und 3.455 Hektar Wald.